# Новотомниковский конный завод
Новотомниковский конный завод — конный завод, расположенный в селе Новотомниково Моршанского района Тамбовской области.

## История
Завод основан в 1859 году графом И. И. Воронцовым-Дашковым. В XIX веке был одним из лучших частных заводов. На заводе занимались разведением орловской рысистой породы. С 1890 года в заводе начали эксперимент с использованием чистокровных верховых жеребцов (Бояр, Вольтижер) и лучших выводных американских рысаков. Полученные здесь орловско-американские метисы сыграли большую роль в выведении русской рысистой породы.
После революции 1917 года Новотомниковский конный завод был национализирован, став госконезаводом № 77. С 1920 года Новотомниковский конный завод вновь стал специализироваться на разведении орловских рысаков. Питомцы завода отмечались золотыми медалями Всероссийской сельскохозяйственной выставки. Выдающимся успехом хозяйства стало рождение в 1934 году жеребца Отбоя, родоначальника новой прогрессивной линии в орловской породе. Лошадей из Новотомниково приобретали конезаводы Венгрии, Германии, Китая, Чехословакии, Швеции. В 1940-е — 1960-е годы в заводе создан Новотомниковский тип — крупный, нарядный, с ярко выраженной породностью. Завод оказал большое влияние на породу орловских рысаков выращенными в нем жеребцами.